# 진도군내중학교
진도군내중학교(珍島郡內中學校)는 대한민국 전라남도 진도군 군내면 둔전리에 있는 공립 중학교이다.

## 학교 연혁
- 1971년 1월 25일 : 진도군내중학교 설립인가 (9학급)
- 1971년 3월 1일 : 진도군내중학교 개교
- 2023년 3월 1일 : 제21대 문경환 교장 부임
- 2025년 2월 7일 : 제52회 졸업 11명(총 졸업생 수 3,990명)

## 참고 자료
- 진도군내중학교 - 한국교육학술정보원 학교알리미